# Château de la Tourette
Le château de la Tourette était une demeure de plaisance située dans le quartier de La Croix-Rousse à Lyon.
Il a été entièrement détruit à l'exception de la porte principale, classée monument historique par arrêté du 22 janvier 1910.
Il fut la propriété du seigneur de Rochebonne, de Jacques Teste et enfin, par mariage, de la famille Mazuyer.
Le blason présent au sommet de la porte encore existante, est celui de la famille Mazuyer.

Blason famille Mazuyer

Sur l'emplacement de la demeure, démolie en 1884, l'école normale d'institutrice fut construite et achevée en 1888. Le bâtiment est, depuis, devenu un Institut universitaire de formation des maîtres (IUFM) et à partir du 1er septembre 2013, un collège.

### Articles connexes

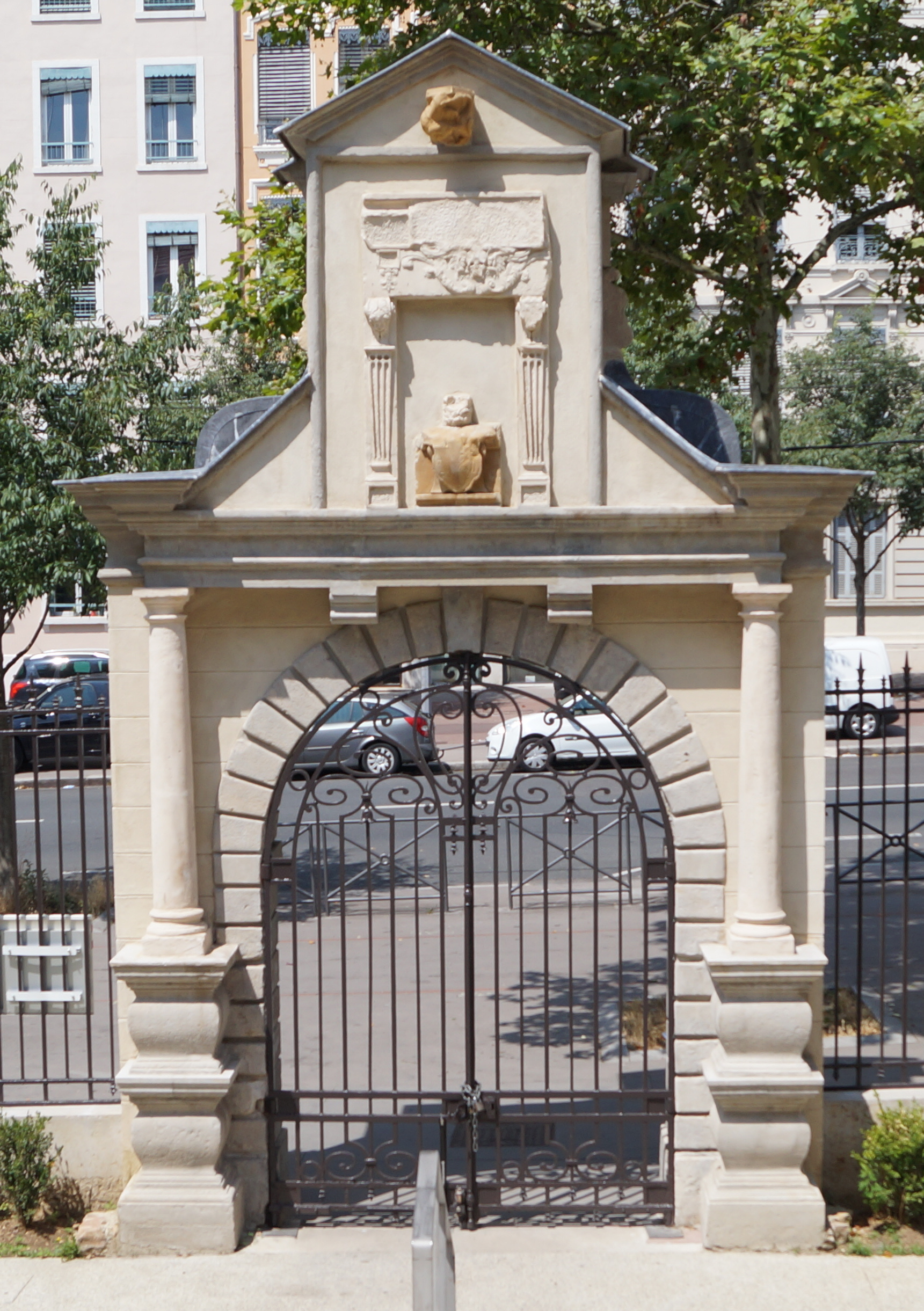
Dos du portail du château de la Tourette